# Forever Glam!
Forever Glam! – album francuskiej piosenkarki Amandy Lear, wydany w 2005 roku.

## Ogólne informacje
Płyta jest kolejną kompilacją w dorobku gwiazdy. Była to jednak pierwsza składanka, która zyskała autoryzację samej piosenkarki i była przez nią samą promowana.
Oprócz największych hitów z różnych etapów kariery, album zawierał wybrane piosenki w nowych wersjach oraz kilka nowości, między innymi przeróbkę słynnej piosenki "Copacabana" Barry'ego Manilowa czy housowe nagranie "From Here to Eternity" z 2000 roku, które nie ukazało się na żadnym wcześniejszym albumie piosenkarki. Znalazły się tu także trudno dostępne utwory, między innymi dwa nagrania z EP-ki A L wydanej w 1985 roku i jedna piosenka z płyty Uomini più uomini.

## Lista utworów
1. „Martini Disease" (With Jet Lag) – 3:25
2. „Blood and Honey” – 4:50
3. „Queen of Chinatown” – 4:11
4. „Follow Me” – 3:50
5. „Fashion Pack" (Long Version) – 5:09
6. „Fabulous (Lover, Love Me)” – 4:13
7. „Assassino” – 3:51
8. „I'm a Mystery” – 4:36
9. „Scuola d'amore” – 4:30
10. „As Time Goes By” – 3:25
11. „Bye Bye Baby” – 3:00
12. „Loving” – 3:38
13. „On the Air Tonight” – 3:29
14. „The Sphinx '98” – 4:39
15. „From Here to Eternity” – 3:36
16. „Do U Wanna See It” – 3:51
17. „I Just Wanna Dance Again" (Pumpin' Dolls Mix) – 3:50
18. „Love Boat” – 3:13
19. „Copacabana” – 4:17

## Single z płyty
- 2000: "From Here to Eternity”
- 2004: "Martini Disease”
- 2005: "Copacabana”